# Alisar Ailabouni
Alisar Ailabouni (Damasco, 21 de março de 1989) é uma modelo austríaca de origem síria, vencedora do Next Topmodel da Alemanha.